# Сёдзи
Сёдзи (яп. 障子 сё:дзи) — в традиционной японской архитектуре это дверь, окно или разделяющая внутреннее пространство жилища перегородка, состоящая из прозрачной или полупрозрачной бумаги, крепящейся к деревянной раме. Традиционно для сёдзи используется бумага васи, но может также использоваться бумага, созданная на современных фабриках, стекло или пластик.

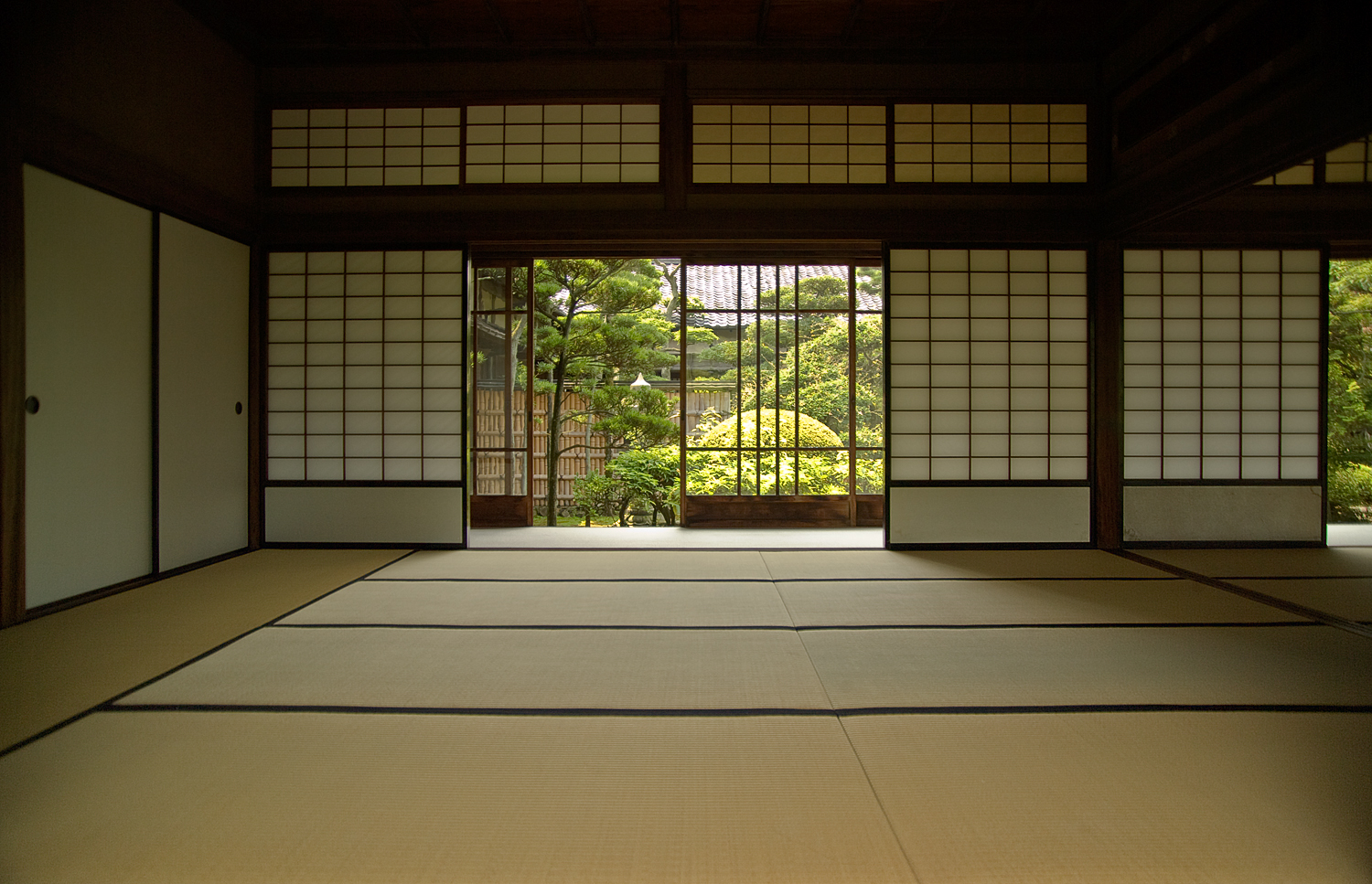
Японская комната с раздвижными дверьми-сёдзи и с татами

Двери-сёдзи часто делаются раздвижными, что позволяет экономить внутреннее пространство, которое неизбежно бы заняла распашная дверь. Они часто используются как в традиционных японских жилых домах, так и в домах западного стиля, особенно в так называемых васицу.
В современной японской архитектуре сёдзи не используют для наружней установки, вместо этого обычно используют остекление.
Формально слово «сёдзи» можно применять как к фусума, так и к «сёдзи», хотя существует различие между «карагами сёдзи» (яп. 唐紙障子 караками сё:дзи) и «акари сёдзи» (яп. 明り障子 акари сё:дзи), в первую очередь это степень прозрачности перегородки.